# Pittman Act

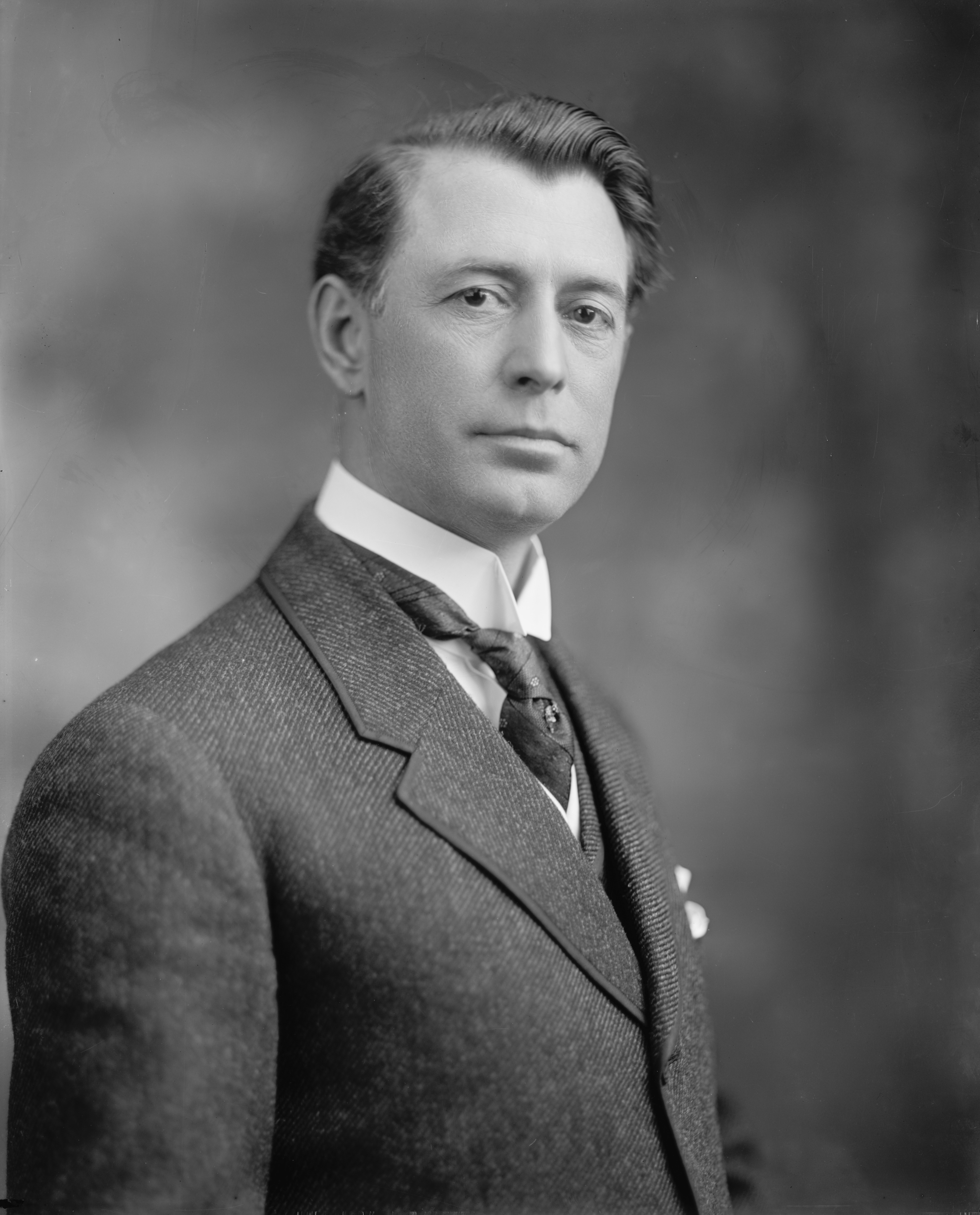
Sénateur américain Key Pittman.

La loi Pittman ou Pittman Act est une loi fédérale des États-Unis parrainée par le sénateur Key Pittman du Nevada et promulguée le 23 avril 1918. Cette loi autorisait la conversion en lingots d'un montant maximum de 350 000 000 de dollars en argent standard, la vente ou l'utilisation de ces lingots pour la frappe de pièces d'argent secondaires, et l'achat direct d'argent domestique pour la frappe d'un nombre équivalent de dollars. Pour chaque dollar d'argent converti en lingots, la loi prévoyait également le retrait temporaire de la circulation d'une valeur équivalente de certificats d'argent. Ces certificats devaient être temporairement remplacés par une nouvelle émission de billets de banque de la Réserve fédérale, comprenant pour la première fois des coupures de 1 et 2 dollars.

## Histoire
En vertu de la loi, 270 232 722 dollars d'argent standard ont été convertis en lingots (259 121 554 pour la vente à la Grande-Bretagne à 1 dollar l'once d'argent fin, plus les frais de frappe, et 11 111 168 pour les pièces d'argent subsidiaires), soit l'équivalent d'environ 209 000 000 d'onces d'argent fin. Entre 1920 et 1933, en vertu de cette loi, la même quantité d'argent a été achetée à la production des mines américaines, à un prix fixe de 1 $ l'once, d'où sont sortis 270 232 722 dollars d'argent standard. Le prix fixe de 1 $ l'once était supérieur au taux du marché et servait de subvention fédérale à l'industrie de l'extraction de l'argent.
D'autres dispositions relatives à la monnaie d'argent étaient contenues dans l'amendement Thomas à la loi d'ajustement agricole de 1933.
S'il est vrai que la loi était censée aider les sociétés d'extraction d'argent dans les États occidentaux, ce n'était pas le point principal. Une bonne de la loi a été écrite pour acheter la coopération des politiciens pour sauver la Première Guerre mondiale pour les Alliés.
La Triple-Entente de la Première Guerre mondiale a rapidement été soumise à l'inflation galopante qui accompagne la guerre. Comme le commerce international de l'époque se faisait en or et que les Alliés avaient besoin d'acier, de nourriture et de fournitures pour entretenir leurs armées, ils ont retiré leurs pièces d'or de la circulation. La hausse du prix de l'or a fait que la teneur en or dépassait la valeur nominale des pièces restantes, ce qui a conduit à leur thésaurisation.
Comme il n'y avait pas d'or disponible, la Grande-Bretagne utilisait des certificats d'argent de sa colonie indienne, qui contribuait largement à l'effort de guerre. L'Allemagne a commencé à répandre la rumeur selon laquelle le gouvernement n'avait pas l'argent nécessaire pour soutenir les certificats en papier qu'elle utilisait pour l'achat de biens de guerre.
Le seul endroit où l'Angleterre pouvait se procurer suffisamment d'argent en surface à temps pour éviter un désastre était les États-Unis, qui utilisaient également des certificats d'argent en papier comme monnaie. L'Amérique voulait conserver au moins une partie de ses réserves d'or pour l'après-guerre, et les puissances européennes avaient désespérément besoin de nouveaux soldats américains dans la guerre d'usure massive qui avait décimé les armées des deux camps. Ainsi, les Américains pensaient que la Grande-Bretagne et la France seraient heureuses de prendre de l'argent au lieu de l'or.
Le gouvernement américain prévoyait de fondre jusqu'à 350 millions de dollars d'argent existants en lingots, et de les vendre à la Grande-Bretagne. Les intérêts des mines d'argent de l'Ouest américain et leurs politiciens étaient terrifiés à l'idée que les intérêts de l'Est en profitent pour éliminer le dollar d'argent, réduisant ainsi la demande d'argent du gouvernement. Afin de les apaiser et d'obtenir un soutien pour la mesure, le Congrès promit d'acheter l'argent des mineurs d'argent occidentaux après la guerre au même prix qu'il facturait à la Grande-Bretagne.
Les universitaires notent que la loi Pittman doit être considérée comme une mesure d'urgence en temps de guerre, plutôt que comme une mesure monétaire.